# ذعر أخلاقي

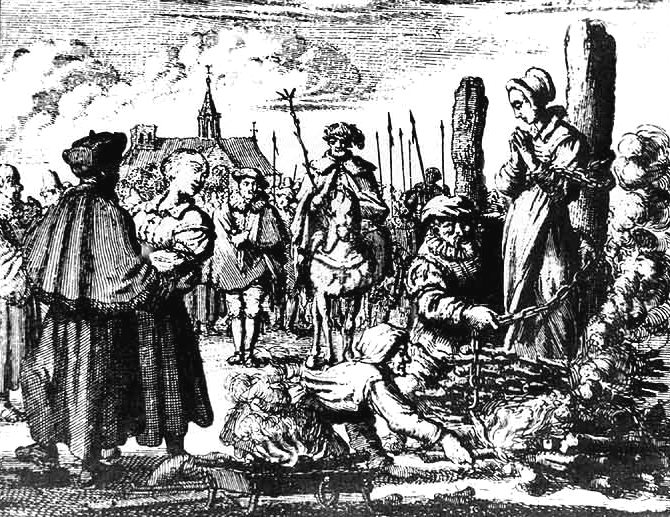
الاستعداد لحرق ساحرة في عام 1544. Witch-hunts هي مثال على السلوك الجماعي، الذي يغذيها الذعر الأخلاقي.

الذعر الأخلاقي، (بالإنجليزية: Moral panic)‏، هو شعور بالخوف، ينتشر بين كثير من الناس، لتصورهم أن بعض الشر، يهدد رفاهية المجتمع، عرف قاموس علم الاجتماع الذعر الأخلاقي بأنه :«عملية إثارة الاهتمام الاجتماعي حول قضية ما، عادة ما تكون، من عمل ووسائل الإعلام.»
في القرون الأخيرة، لعبت وسائل الإعلام دورا مهما، في نشر الذعر الأخلاقي، حتى عندما لا تبدي انخراطها بشكل مباشر في إثارة العامة، فمجرد عرضها للحالة أو القضية، يمكن أن يكون كافيا لتوليد، القلق، أو الخوف، أو الألم.
الذعر الأخلاقي، يحدث: عندما تصبح «حالة، أو شخص، أو مجموعة من الأشخاص، توسم بأنها تهدد القيم، والمصالح المجتمعية».
من الأمثلة على مسببات الذعر الأخلاقي، الإيمان باختطاف الأطفال، على نطاق واسع من قبل المتحرشين بالأطفال، الإيمان بطقوس إساءة معاملة النساء، والأطفال، بسبب الطقوس الشيطانية، المخاوف بشأن تأثيرات كلمات الموسيقى السيئة، الحرب على المخدرات، وغيرها من قضايا الصحة العامة.
على المدى الطويل، يمكن أن يصبح الذعر الأخلاقي، جزءا من الخطاب السياسي القياسي، على سبيل المثال، لاحظ المخاوف حول عبارة (الدم تحت السرير)،  وعن الإرهاب.

## استخدامه كمصطلح علوم اجتماعية
أعطى مارشال ماكلوهان المصطلح "معاملة أكاديمية" في كتابه "فهم وسائل الإعلام"، الذي كتب عام 1964. وفقًا لما قاله ستانلي كوهين، مؤلف دراسة اجتماعية حول ثقافة الشباب، ووسائل الإعلام التي يطلق عليها "الشياطين الشعبية، والفزع الأخلاقي" (1972)، يحدث الذعر الأخلاقي عندما، موقف، دائرة، شخص أو مجموعة من الناس، يبرز كتهديد لقيم المجتمع ومصالحه. " أولئك الذين يبدأون الذعر، عندما يخشون تهديدًا للقيم الاجتماعية أو الثقافية السائدة، يتم تعريفهم من قبل الباحثين على أنهم "رواد أعمال أخلاقيون"، بينما يتم وصف أولئك الذين يُفترض أنهم يهددون النظام الاجتماعي بأنهم، "شياطين شعبيين".

### بريطانيا مقابل أمريكا
أشار العديد من علماء الاجتماع، إلى وجود اختلافات في تعريف الذعر الأخلاقي، كما وصفها علماء الاجتماع الأمريكيون، مقابل البريطانيين. بالإضافة إلى الإشارة إلى علماء الاجتماع الآخرين، الذين لاحظوا هذا التمييز، وصف كينيث طومسون الفرق باعتبار أن علماء الاجتماع الأمريكيون يميلون إلى التركيز على العوامل النفسية، بينما يصور البريطانيون «الذعر الأخلاقي» كأزمات للرأسمالية.
استخدم عالم الجريمة البريطاني جوك يونغ، المصطلح في دراسة ملاحظة أحد المشاركين عن تعاطي المخدرات، في بورتمادوج، بين عامي 1967 و1969.
في ضبط الأزمة: الخداع، والدولة، والقانون، والنظام (1978)، درس ستيوارت هالاند، وزملاؤه استجابة الجمهور لظاهرة السرقة، والإدراك بأنه تم استيرادها مؤخرًا من الثقافة الأمريكية إلى المملكة المتحدة.
عند استخدام تعريف كوهين لـ «الذعر الأخلاقي»، أشار هول وغيره إلى أن «معادلة معدل الجريمة المرتفعة» تؤدي وظيفة أيديولوجية في السيطرة الاجتماعية. غالبًا ما يتم التلاعب بإحصائيات الجريمة، من وجهة نظر هول، لأغراض سياسية، واقتصادية؛ وبالتالي، يمكن إثارة الذعر الأخلاقي، لخلق دعم عام للحاجة إلى «السيطرة على الأزمة».

## مراحل كوهين من الذعر الأخلاقي
وفقا لستانلي كوهين، الذي يبدو أنه استعار المصطلح من مارشال ماكلوهان (انظر أعلاه)، هناك خمس مراحل رئيسية، في بناء حالة من الذعر الأخلاقي:
1. شخص ما، أو شيء ما، أو جماعة، يتم تعريفها على أنها تشكل تهديد للأعراف الاجتماعية، أو لمصالح المجتمع.
2. ثم يتم تصوير التهديد في شكل بسيط (رمز)، ويمكن التعرف عليها من قبل وسائل الإعلام.
3. تصوير هذا الرمز، كمصدر للقلق العام.
4. هناك استجابة من السلطات وواضعي السياسات.
5. الذعر الأخلاقي، حول هذه القضية، يؤدي إلى تغييرات اجتماعية داخل المجتمع.

في عام 1971، حقق ستانلي كوهين في سلسلة من «الذعر الأخلاقي». استخدم كوهين مصطلح «الذعر الأخلاقي» لوصف ردود فعل وسائل الإعلام، والجمهور، ووكلاء الرقابة الاجتماعية على اضطرابات الشباب.
هذا العمل، الذي شاركت فيه (مود أند روك)، أظهر كيف ضاعفت الضوابط الاجتماعية الانحراف. ووفقًا لكوهين، تم تصنيف هذه المجموعات على أنها خارج القيم الأساسية للمجتمع التوافقي، وتشكل تهديدًا لكل من قيم المجتمع، والمجتمع نفسه، ومن هنا جاءت عبارة «الشياطين الشعبية».
في طبعة أحدث، من الشياطين الشعبية، والذعر الأخلاقي، يوجز كوهين، بعض الانتقادات التي نشأت استجابة لنظرية الذعر الأخلاقية، أحد هذه المصطلحات، هو مصطلح «الذعر» نفسه، حيث أن له دلالات من اللاعقلانية، وانعدام السيطرة، يؤكد كوهين، أن «الذعر» هو مصطلح مناسب عند استخدامه بمثابة استعارة ممتدة.